# Otacilia khezu
Espèce
Otacilia khezu est une espèce d'araignées aranéomorphes de la famille des Phrurolithidae.

## Distribution
Cette espèce est endémique du Guangxi en Chine,. Elle se rencontre dans le xian de Du'an dans une grotte à Jingsheng.

## Description
Le mâle holotype mesure 2,77 mm et la femelle paratype 2,79 mm.

## Systématique et taxinomie
Cette espèce a été décrite par Lin et Li en 2024.

## Étymologie
Son nom d'espèce lui a été donné en référence à Khezu, monstre de Monster Hunter.

## Publication originale
(juin 2024).
- Lin, Chen, Wang & Li, 2024 : « Otacilia khezu sp. nov., a new troglobitic spider (Araneae, Phrurolithidae) from Guangxi, China. » Biodiversity Data Journal, vol. 12, no e126716, p. 1-7 (texte intégral).